# Christophe Demeautis
Christophe Demeautis est un astronome amateur français.

## Biographie
Le Centre des planètes mineures lui crédite la découverte de treize astéroïdes, effectuée entre 1997 et 2008, en partie avec la collaboration d'autres astronomes dont Philippe Buttani, Robin Chassagne, Daniel Matter et Jean-Marie Lopez.
L'astéroïde (14141) Demeautis lui a été dédié.
| (26984) Fernand-Roland | 1er novembre 1997 |
| (46731) Prieurblanc    | 4 octobre 1997    |
| (59833) Danimatter     | 3 septembre 1999  |
| (93102) Leroy          | 27 septembre 2000 |
| (186832) Mosser        | 17 mars 2004      |
| (267978) 2004 FV162    | 16 mars 2004      |
| (288430) 2004 EQ21     | 15 mars 2004      |
| (366235) 2012 US141    | 8 mars 2003       |
| (369623) 2011 DY5      | 30 août 2008      |